# Chasmogaster camerunensis
Chasmogaster camerunensis là một loài bọ cánh cứng trong họ Cerambycidae.